# Distorsio constricta
Distorsio constricta är en snäckart som beskrevs av William John Broderip 1833. Distorsio constricta ingår i släktet Distorsio och familjen Personidae.

## Underarter
Arten delas in i följande underarter:
- D. c. mcgintyi
- D. c. constricta